# Adozione adulta
L'adozione adulta è una forma di adozione volta a trasferire i diritti di eredità o di filiazione. L'adozione di un adulto può essere effettuata per vari motivi, tra cui: stabilire diritti di successione su proprietà non intestate; per formalizzare una relazione fra genitore acquisito e figlio adottivo o una relazione fra genitore affidatario e figlio adottivo; o per ripristinare l'originario rapporto giuridico tra gli adottati adulti e le rispettive famiglie naturali di origine.
In Giappone, l'adozione di un adulto può essere utilizzata per facilitare la continuazione di un'azienda familiare. Questa forma di adozione è nota come mukoyōshi ("adozione del genero"). In alcuni ordinamenti giuridici, l'adozione di un adulto può anche essere utilizzata da coppie dello stesso sesso per stabilire dei diritti di successione.
In alcuni Paesi, l'adozione di un adulto non è un'opzione legale disponibile. Ad esempio, nel Regno Unito possono essere adottati solo bambini: l'Adoption and Children Act del 2002 affermava che "una domanda per un ordine di adozione può essere presentata solo se la persona da adottare non ha raggiunto l'età di 18 anni alla data della domanda".
Dove l'adozione adulta è contemplata, talora possono essere trasferiti i diritti di filiazione, oltre a quelli successori. Ad esempio, in Colorado, si può adottare un adulto di età pari o superiore a 21 anni per scopi ereditari, mentre la filiazione rimane inalterata. Tuttavia, l'adozione di una persona di età compresa tra i 18 ei 20 anni (inclusi) trasferisce sia i diritti di successione che la filiazione.
Nei paesi in cui le coppie dello stesso sesso non hanno ricevuto le stesse tutele legali delle coppie eterosessuali, l'adozione del partner adulto è stata utilizzata per garantire il trasferimento della proprietà al compagno/a sopravvissuto/a in caso di morte.

## Tra coppie dello stesso sesso
Durante gli anni '80 e '90, in assenza del riconoscimento del matrimonio tra persone dello stesso sesso, l'adozione del partner adulto era l'istituto giuridico che consentiva alle coppie omosessuali di lasciare in eredità i propri beni al partner. La procedura era contorta nel senso che obbligava l'adottato a "rinnegare" la relazione formale genitore-figlio coi propri genitori biologici, per essere adottato poi come "figlio" dal proprio partner.
Nel libro del 2010 intitolato Equality for Same-Sex Couples: The Legal Recognition of Gay Partnerships in Europe and the United States, l'autore Yuval Merin definì "problematica" l'adozione adulta tra le coppie dello stesso sesso e notò che negli Stati Uniti non guadagnò popolarità come via alternativa al matrimonio tra persone dello stesso sesso.